# Thomas A. Schildhauer
Thomas Armin Schildhauer (* 12. Januar 1963 in Düsseldorf) ist ein deutscher Chirurg und Universitätsprofessor. Er ist Ärztlicher Direktor des Universitätsklinikums der Ruhr-Universität Bochum, des Berufsgenossenschaftlichen Universitätsklinikums Bergmannsheil in Bochum und Direktor der dortigen Chirurgischen Klinik sowie Ärztlicher Direktor der Berufsgenossenschaftlichen Unfallklinik Duisburg.

## Leben
Schildhauer absolvierte sein Medizinstudium an der RWTH Aachen, wo er im Corps Montania Aachen aktiv und 1983 recipiert wurde. Von der medizinischen Fakultät der RWTH Aachen wurde er 1990 zum Dr. med. promoviert. Forschungsaufenthalte führten ihn für mehrere Jahre in die USA, so an die University of Southern California und an die Cornell University. 1993 begann er als Assistenzarzt an der Chirurgischen Klinik des Berufsgenossenschaftlichen Universitätsklinikums Bergmannsheil, des ältesten Unfallklinikums der Welt und Universitätsklinikum der Ruhr-Universität in Bochum. Er schloss die Facharztausbildung ab und ging erneut in die USA, als Oberarzt im Department of Orthopaedics, Harborview Medical Center der University of Washington. Zurück in Bochum wurde er zum Oberarzt der Chirurgischen Klinik des Bergmannsheil berufen. Später wurde er auch Leitender Oberarzt und zugleich ständiger Vertreter des damaligen Klinikdirektors Gert Muhr. Zugleich habilitierte er an der Ruhr-Universität Bochum und übernahm hier eine außerplanmäßige Professur. Danach wurde er Direktor des Chirurgisch-Traumatologischen Zentrums an der Asklepios Klinik St. Georg in Hamburg, bevor er an das LKH-Universitätsklinikum Graz zum Vorstand der Universitätsklinik für Unfallchirurgie berufen wurde. Zum 1. Oktober 2010 kam Schildhauer zurück ans Bergmannsheil, wo er in der Nachfolge von Gert Muhr zum Direktor der Chirurgischen Klinik und zum Ärztlichen Direktor des Bergmannsheil ernannt wurde, verbunden mit einem Lehrstuhl an der Ruhr-Universität Bochum.

## Veröffentlichungen
Schildhauer ist Autor und Co-Autor zahlreicher wissenschaftlicher Publikationen. Die Medizinische Literaturdatenbank PubMed listet derzeit über 240 Beiträge mit seiner Beteiligung auf (Stand Dezember 2020).

## Forschung
Zu seinen Arbeits- und Forschungsschwerpunkten zählen die Biomechanik von Wirbelsäule und Becken, die klinische und labortechnische Forschung im Bereich Knochenersatzstoffe und die autologe Stammzellenanwendung in der Rekonstruktionschirurgie. Aktuell betreibt er außerdem Studien zum Einsatz von Exoskeletten in der Neurorehabilitation.